# Viel Rummel um den Skooter
Viel Rummel um den Skooter ist eine zehnteilige deutsche Kinder- und Jugendserie von Klaus Gendries zu einem Drehbuch von Felix Huby, die im Oktober 1991 als 25-minütige Folgen im ZDF erstmals ausgestrahlt wurden. Produziert wurde die Serie von der Novafilm Fernsehproduktion. Sie startete sonntags mit der Doppelfolge Die Ossis kommen, danach folgten montags und dienstags wochenweise jeweils eine Folge. Der damals 11-jährige Kinderdarsteller Antonio Wannek gab in der Serie sein Schauspieldebüt. Inhaltlich geht es um die Berliner Schaustellerfamilie Rodin, die seit Generationen den Skooter führen. Da das 70-jährige Familienoberhaupt Max Rodin kürzertreten möchte, sucht in der Familie seinen Nachfolger.

## Schauspieler und Rollen
| Schauspieler         | Rolle         | Episoden |
| -------------------- | ------------- | -------- |
| Claudia Rieschel     | Annette Rodin | 10       |
| Katrin Marsch        | Petra Rodin   | 10       |
| Philipp Frauenhoffer | Stefan Rodin  | 10       |
| Fred Delmare         | Opa Max Rodin | 10       |
| Walter Plathe        | Thomas Rodin  | 10       |
| Marijam Agischewa    | Helga         | 10       |
| Antonio Wannek       | Klaus         | 10       |
| Stefan Gossler       | Michael       | 10       |

## Episodenliste
| Folge | Titel                  | Ausstrahlung     |
| ----- | ---------------------- | ---------------- |
| 1     | Die Ossis kommen (1)   | 6. Oktober 1991  |
| 2     | Die Ossis kommen (2)   | 6. Oktober 1991  |
| 3     | Wo ist das Papier?     | 7. Oktober 1991  |
| 4     | Miese Geschäfte        | 8. Oktober 1991  |
| 5     | Die Rocker             | 14. Oktober 1991 |
| 6     | Ein schöner Geburtstag | 15. Oktober 1991 |
| 7     | Einbrecher             | 21. Oktober 1991 |
| 8     | Starke Männer          | 22. Oktober 1991 |
| 9     | Die Großeltern kommen  | 28. Oktober 1991 |
| 10    | Fahrendes Volk         | 29. Oktober 1991 |